# Feodor (Belkov)
Feodor (světským jménem: Alexandr Michajlovič Belkov; * 9. května 1960, Drážďany) je ruský pravoslavný duchovní Ruské pravoslavné církve, lékař a biskup berďanský a prymorský.

## Život
Narodil se 9. května 1960 v Drážďanech v rodině vojáka.
Roku 1977 dokončil studium na 17. střední škole města Chmelnyckyj na Ukrajině. Stejného roku nastoupil na Vojenskou lékařskou akademii v Petrohradu, kterou dokončil roku 1983.
Sloužil v Sovětské armádě až do roku 1998. Byl podplukovníkem záložní lékařské služby. Po ukončení vojenské služby pracoval jako neuropatolog na poliklinice v Achtubinsku v Astrachaňské oblasti.
Studoval na Volgogradském duchovním učilišti, které roku 2005 úspěšně dokončil.
Dne 19. září 2005 byl v chrámu archanděla Michaela v Achtubinsku arcibiskupem astrachaňským a jenotajevským Ionou (Karpuchinem) rukopoložen na diákona.
Dne 10. prosince 2006 byl v soboru Zesnutí Přesvaté Bohorodice v Astrachani rukopoložen arcibiskupem Ionou na jereje. Byl ustanoven duchovním v chrámu archanděla Michaela v Achtubinsku.
V dubnu 2010 byl kvůli nemoci rodičů převeden do čeboksarské eparchie.
Roku 2011 dokončil studium na Nižněnovgorodském duchovním semináři.
V lednu 2012 začal vést sekci eparchie pro vztah církve s ozbrojenými silami a donucovacími orgány.
Dne 8. dubna 2012 byl v monastýru Svaté Trojice v Čeboksarech postřižen na monacha se jménem Feodor na počest svatého a spravedlivého Fjodora Fjodoroviče Ušakova. Byl duchovním chrámu Narození Krista v Čeboksarech.
Dne 4. října 2012 byl Svatým synodem zvolen biskupem alatyrským a poreckým.
Dne 14. října 2012 byl povýšen na archimandritu.
Dne 30. listopadu 2012 byl oficiálně jmenován biskupem alatyrským a 2. prosince v chrámu Krista Spasitele v Moskvě proběhla jeho biskupská chirotonie. Světiteli byli patriarcha moskevský Kirill, metropolita saranský a mordvinský Varsonofij (Sudakov), metropolita volokolamský Ilarion (Alfejev), metropolita volgogradský a kamyšinský German (Timofejev), metropolita čeboksarský a čuvašský Varnava (Kedrov), arcibiskup istrinský Arsenij (Jepifanov), arcibiskup luhanský a alčevský Mytrofan (Jurčuk), arcibiskup surožský Jelisej (Ganaba), emeritní biskup južno-sachalinský a kurilský Arkadij (Afonin), biskup drucký Pjotr (Karpusjuk), biskup čitský a krasnokamenský Jevstafij (Jevdokimov), biskup dmitrovský Feofilakt (Moisejev), biskup bronnický Ignatij (Punin), biskup solněčnogorský Sergij (Čašin), biskup podolský Tichon (Zajcev), biskup ardatovský a aťaševský Veniamin (Kirillov) a biskup kanašský a jantikovský Stefan (Gordějev).
Dne 25. prosince 2013 byl Svatým synodem schválen jako představený monastýru Svaté Trojice v Alatyru.
Dne 12. března 2024 byl Svatým synodem RPC jmenován správcem berďanské eparchie s jeho osvobozením od správy alatyrské eparchie a vyjádřením vděčnosti za vynaložené práce

## Řády a vyznamenání

### Církevní vyznamenání
- 2020 – Řád přepodobného Serafima Sarovského III. stupně